# Lonsdaleíta

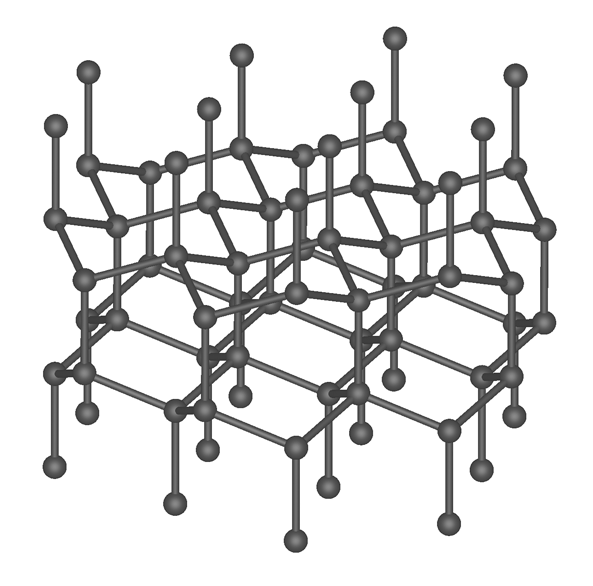
Estrutura molecular da Lonsdaleíta

A lonsdaleíta é um polimorfo hexagonal de carbono encontrado em meteoritos, assim chamado em homenagem a Kathleen Lonsdale.
É uma forma semelhante ao diamante, no entanto hexagonal.
Encontrada pela primeira vez em 1967 em cristais microscópicos associados ao diamante em restos de meteorito no Arizona.
Crê-se que no impacto do meteorito com grafite contra a Terra, o calor e a energia do impacto possam transformar a grafite em diamante mantendo a sua estrutura hexagonal. As amostras encontradas apresentam impurezas e falhas estruturais. Esse minério é 58% mais duro que o diamante industrial mais resiliente segundo simulações em computador. Cientistas trabalham para que, futuramente possam recriar uma estrutura super resistente.
Possui cor negra, brilho diamantínico.
Cristais <3mm, configuração pseudocúbica, octaédrica.
Defracção 2.06,2.19,1.26.
a=3 b=0 c=4
α=0° β=0° γ=0°
Z=4 
Encontrada em Tunguska, Rússia e em outros impactos de meteoritos.

## Descoberta da Sintetização Artificial
Usando uma bigorna de diamante, um aparelho usado para gerar pressões imensas, Shiell conseguiu sintetizar uma lonsdaleíta, uma forma hexagonal de carbono também já identificada na poeira interestelar.
"A estrutura hexagonal das moléculas destes diamantes torna-os muito mais duros do que os diamantes convencionais, que têm uma estrutura cúbica. Nós conseguimos produzi-los em nanoescala, e isto é entusiasmante porque geralmente, quando se trata desses materiais, menor significa mais forte," disse Bradby.
Os nanodiamantes já vêm sendo explorados para uso industrial, em equipamentos de corte e perfuração, seja em minas, poços de petróleo ou em ferramentas de desbaste para tornos e fresas.